# Représentations diplomatiques en Azerbaïdjan

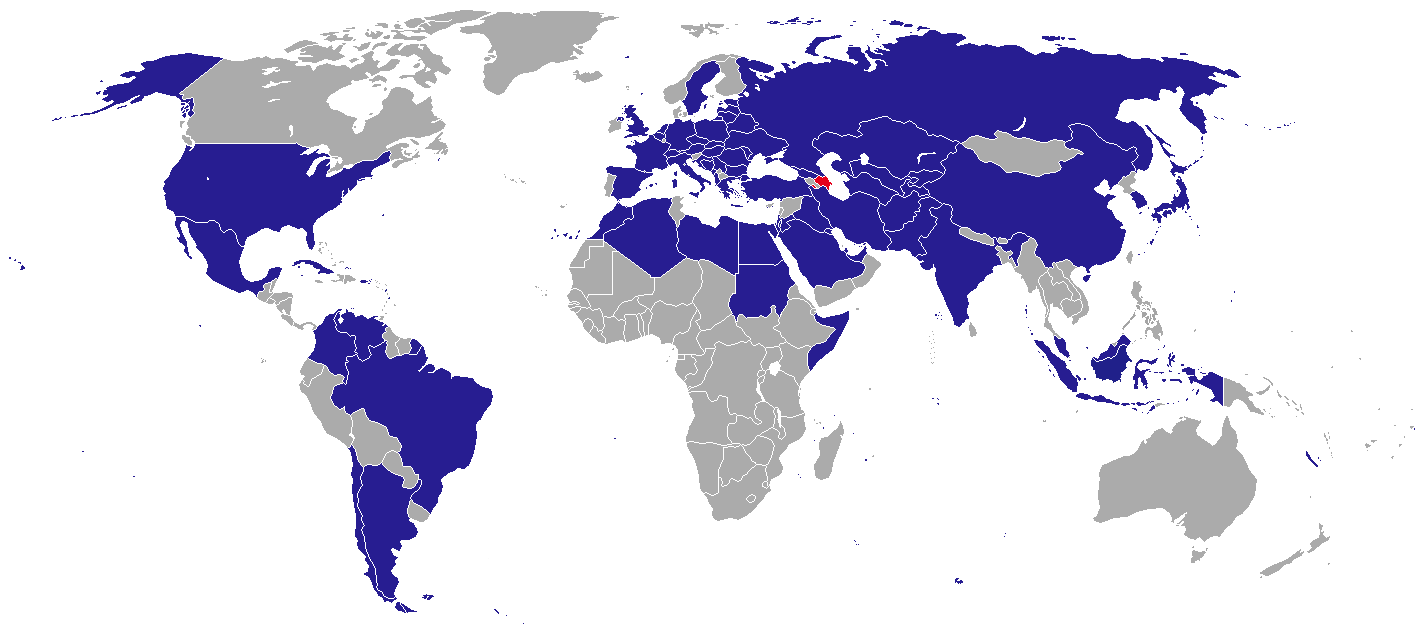
Représentations diplomatiques en Azerbaïdjan.

Les représentations diplomatiques en Azerbaïdjan sont actuellement au nombre de 65. Il existe de nombreuses délégations et bureaux de représentations des organisations internationales et d'entités infranationales dans la capitale Bakou, et des consulats généraux à Bakou, Gandja et Nakhitchevan.

## Ambassades à Bakou
| - Afghanistan - Algérie - Argentine - Autriche - Biélorussie - Belgique - Brésil - Bulgarie - Chili - Chine - Colombie - Croatie - Cuba - Tchéquie - Égypte - France - Géorgie - Allemagne - Grèce - Hongrie - Inde - Indonésie | - Iran - Irak - Israël - Italie - Japon - Jordanie - Kazakhstan - Koweït - Kirghizistan - Lettonie - Libye - Lituanie - Malaisie - Mexique - Moldavie - Maroc - Pays-Bas - Pakistan - Palestine - Pérou - Pologne - Portugal | - Qatar - Roumanie - Russie - Arabie saoudite - Serbie - Slovaquie - Corée du Sud - Espagne - Soudan - Suède - Suisse - Tadjikistan - Turquie - Turkménistan - Ukraine - Émirats arabes unis - Royaume-Uni - États-Unis - Ouzbékistan - Venezuela |

## Délégations et bureaux de représentations
- République turque de Chypre du Nord (Bureau de représentation)
- Daguestan, Russie (Bureau de représentation)
- Tatarstan, Russie (Bureau de représentation)
- Nations unies (Délégation)
- Union européenne (Délégation)
- Organisation de la coopération islamique (Délégation)
- Organisation pour la sécurité et la coopération en Europe (Délégation)
- Banque mondiale (Délégation)
- Banque asiatique de développement (Délégation)
- Banque européenne pour la reconstruction et le développement (Délégation)
- Comité international de la Croix-Rouge (Délégation)

## Consulats

### Consulats généraux à Bakou
- Slovénie
- Thaïlande

### Consulat général à Gandja
- Turquie

### Consulats généraux à Nakhitchevan
- Iran
- Turquie